# سینت مری آو د وودز (ایندیانا)
سینت مری آو د وودز (به انگلیسی: Saint Mary-of-the-Woods) یک منطقهٔ مسکونی در ایالات متحده آمریکا است که در شهرستان ویگو، ایندیانا واقع شده‌است. سینت مری آو د وودز ۱۷۰ متر بالاتر از سطح دریا واقع شده‌است.